# Вовківці (заказник)
Во́вківці — гідрологічний заказник місцевого значення в Україні. Розташований в межах Роменського району Сумської області, між селами Вовківці та Правдюки. 

## Опис
Площа 462,9 га. Як об'єкт ПЗФ створений 29.11.2005. Перебуває у віданні: Пустовійтівська сільська рада, Басівська сільська рада, Роменський агролісгосп. 
Статус присвоєно для збереження ділянки заплави річки Сула, з численними старицями, болотними та лучними масивами. Є регулятором водного режиму річки і рівня ґрунтових вод прилеглих територій. Є місцем зростання рідкісних рослин, занесених до ЧКУ (пальчатокорінник м'ясочервоний, зозулинець болотний), обласного Червоного списку (алтея лікарська, цикута отруйна, калган, осоки повстиста та дерниста), бернської конвенції (маточник болотний), а також угруповань Зеленої книги (формації латаття білого та глечиків жовтих). Фауна представлена такими раритетними видами, занесеними до Червоної книги України (горностай, дозорець-імператор, ванесса чорно-руда), до Європейського червоного списку (журавель сірий, деркач), обласного червоного списку (черепаха болотяна, чапля сіра, бугай, бугайчик, лебідь-шипун та ін.).

## Галерея

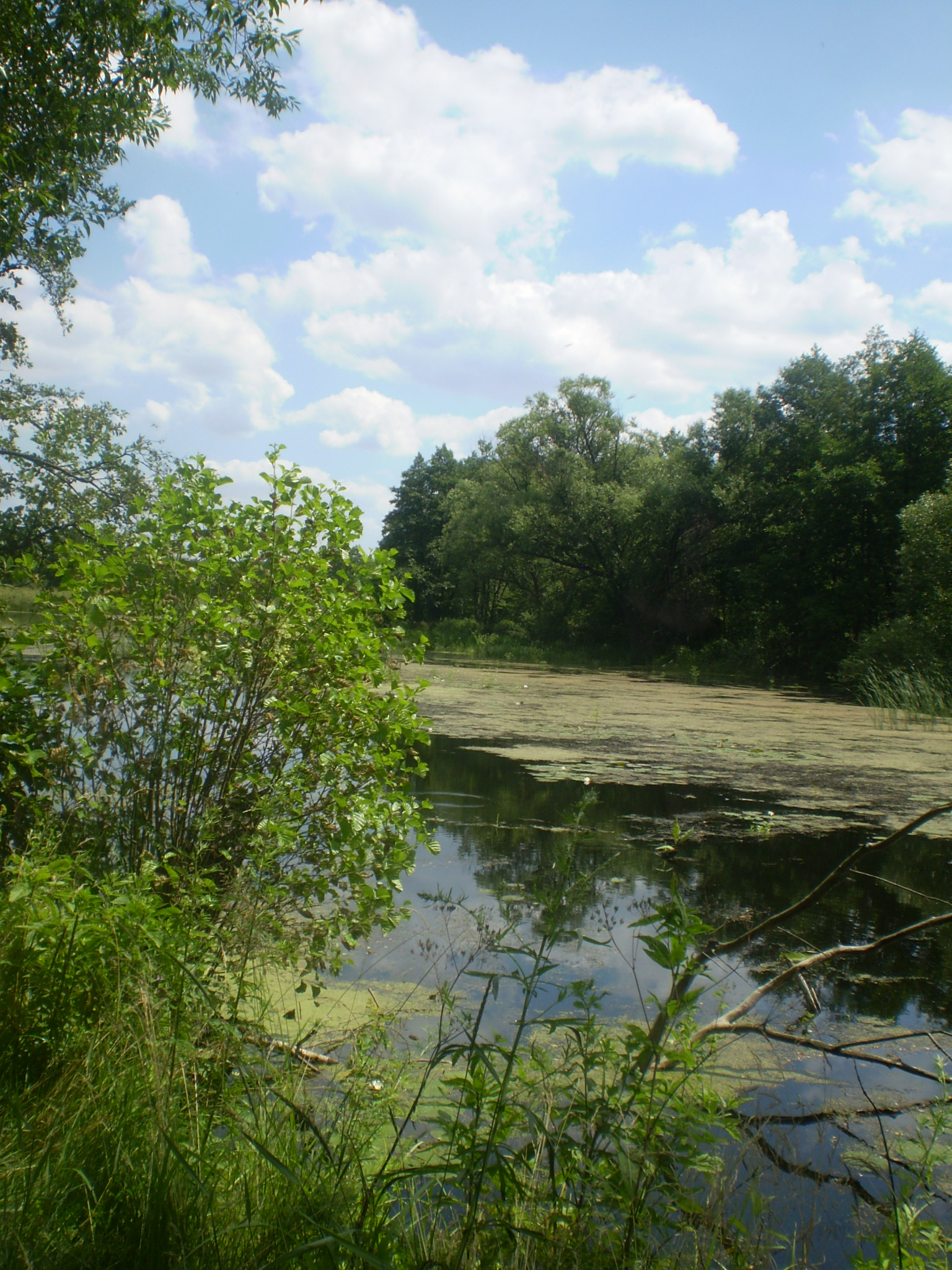
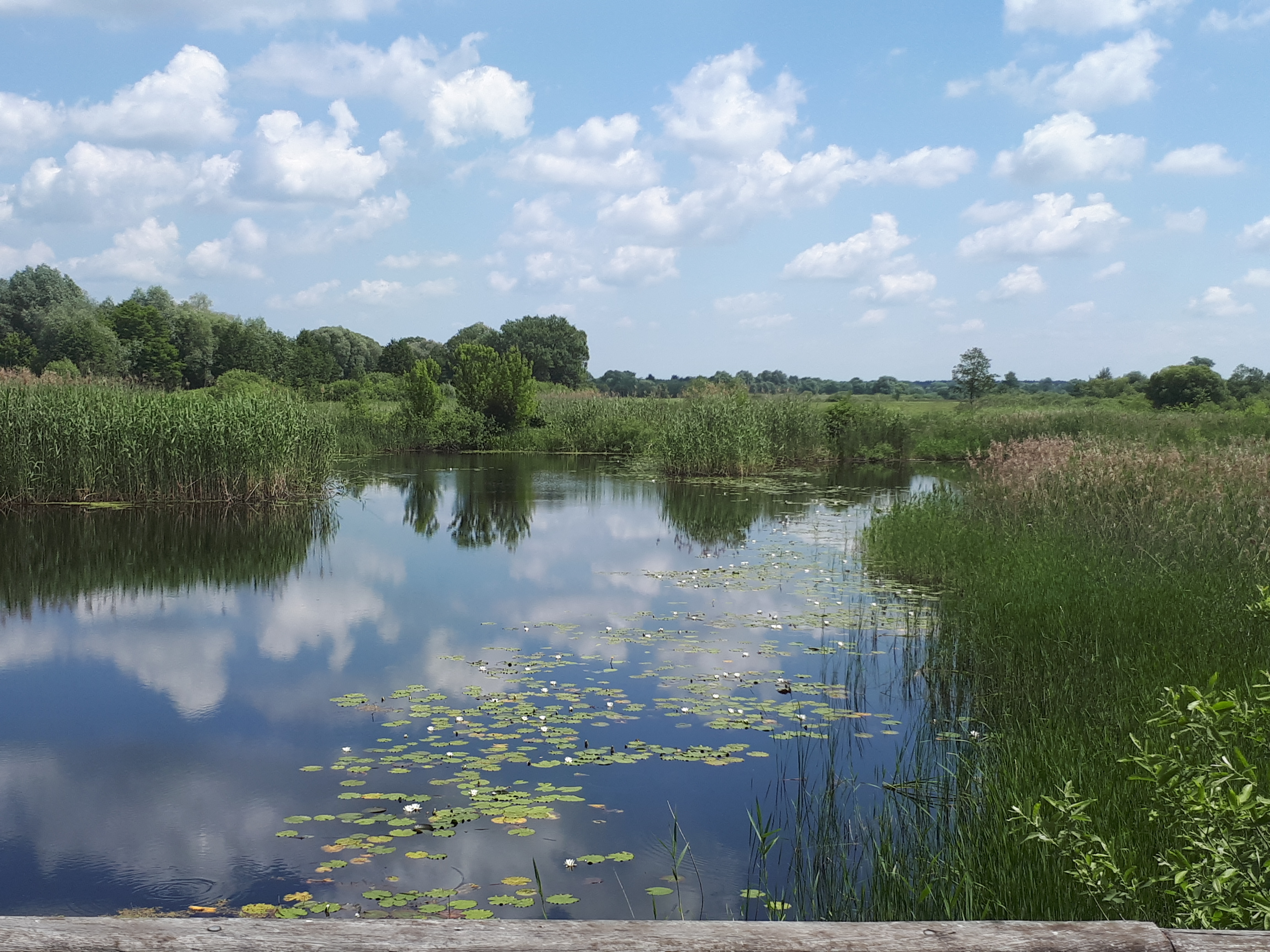
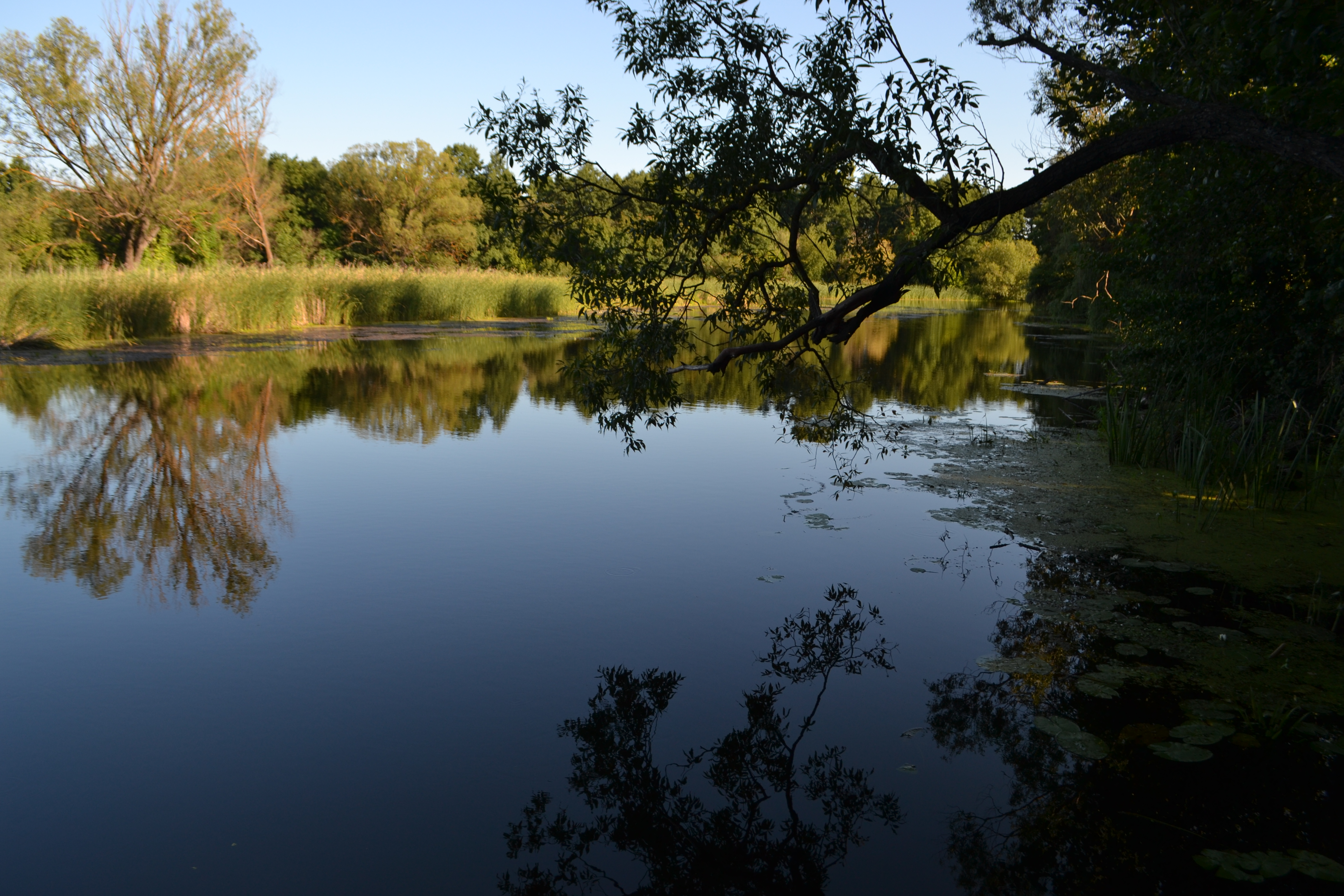
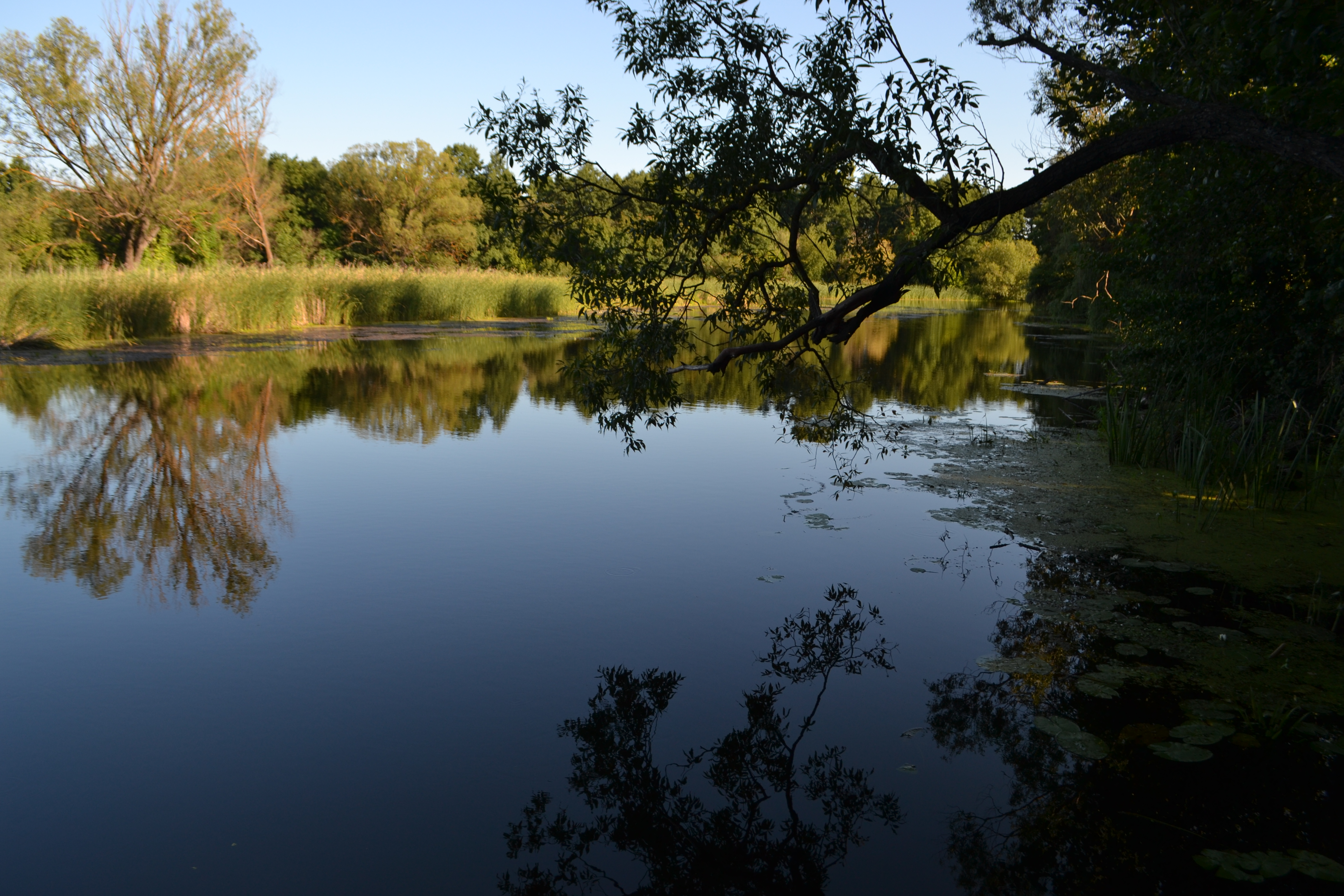